# Mena (Arkansas)
Mena – miasto w Stanach Zjednoczonych, w stanie Arkansas, siedziba administracyjna hrabstwa Polk.